# 水島正幸
水島 正幸（みずしま まさゆき、1960年3月8日 - ）は、日本の実業家。博報堂DYホールディングス代表取締役会長CEO兼博報堂代表取締役会長。

## 経歴・人物
東京都出身。慶應義塾普通部・慶應義塾高等学校を経て、慶應義塾大学法学部卒業。大学時代は水上スキー倶楽部（現・慶應義塾体育会水上スキー部）に所属。
1982年博報堂入社。2005年第六営業局長。2012年営業統括局長。2013年執行役員営業統括局長。2014年執行役員経営企画局長兼事業投資戦略室長。2015取締役執行役員経営企画局長兼事業投資戦略室長。2016年取締役常務執行役員営業統括局長。2017年4月代表取締役社長兼博報堂DYホールディングス取締役に就任。2019年代表取締役社長。2025年4月株式会社博報堂代表取締役会長。2025年6月博報堂DYホールディングス代表取締役会長CEO。